# Schriftliche Befragung
Die schriftliche Befragung (englisch paper-and-pencil interview, kurz PAPI) bezeichnet eine klassische Befragungsform der Sozialwissenschaften. Im Englischen existiert alternativ auch der Begriff Face-to-Face-Interview, da man dem Befragten häufig gegenübersitzt. Er wird im Gegensatz zum deutschen Begriff der schriftlichen Befragung nicht für Telefoninterviews verwendet. Die Begriffe sind also nicht vollständig deckungsgleich.